# تئودور فورستر
تئودور فورستر (به آلمانی: Theodor Förster)  (زاده ۱۵ مه ۱۹۱۰– مرگ ۲۰ مه ۱۹۷۴) شیمی‌فیزیک‌دان آلمانی بود.
تئودور فورستر دکترای خود را تحت نظارت پروفسور اروین مادلونگ در دانشگاه گوته فرانکفورت در سال ۱۹۳۳ کسب کرد. در همان سال، او به حزب نازی و اس آ پیوست. پس از دوره پسا-دکترا در سال ۱۹۴۰ او به عنوان مدرس در لایپزیگ مشغول به کار شد. در لایپزیگ او با پیتر دبای، ورنر هایزنبرگ، هانس کائوتزکی و کارل فریدریش بونوفر همکاری نزدیکی داشت. به دنبال فعالیت‌های پژوهشی و تدریس در لایپزیگ، او در دانشگاه ایالتی پوزنان در لهستان به کرسی پروفسوری رسید.
از سال ۱۹۴۷ تا ۱۹۵۱ و پیش از استادی در دانشگاه دانشگاه اشتوتگارت، وی در موسسه فیزیک ماکس پلانک در گوتینگن کار می‌کرد.
از بزرگ‌ترین دستاوردهای او، کمک به درک پدیدهٔ FRET (انتقال انرژی رزونانسی فورستر) در سال ۱۹۴۶ است. اصطلاح شعاع فورستر که به پدیده FRET مربوط است، به نام Theodor Forster نامگذاری شده‌است.
او همچنین چرخهٔ فورستر را برای پیش‌بینی ثابت تفکیک اسیدی فتواسیدها پیشنهاد داد و فرمول تشکیل برانیگخته‌پارها در محلول‌های پیرن را کشف کرد.